# 羅氏小棱鯡
羅氏小棱鯡為輻鰭魚綱鲱形目鲱科的其中一種，分布於非洲剛果河流域，體長可達9.9公分，棲息在淡水溪流，可做為食用魚。

## 擴展閱讀
維基物種上的相關：羅氏小棱鯡